# Philosophy & Public Affairs
Philosophy & Public Affairs ist eine Fachzeitschrift für Philosophie mit Peer-Review, die 1972 unter der Schirmherrschaft der Princeton University Press gegründet wurde und heute vierteljährlich bei John Wiley & Sons erscheint. Ihr Fokus liegt auf der philosophischen Analyse öffentlich bedeutsamer – zum Beispiel politischer oder juristischer – Probleme.
2016 wurde Philosophy & Public Affairs auf Platz 27 von 165 in Politikwissenschaften und Platz 4 von 51 in Ethik gerankt, ihr Impact Factor wurde auf 2.182 beziffert.